# اوروپینیدین
اوروپینیدین (به انگلیسی: Europinidin) با فرمول شیمیایی C۱۷H۱۵O۷+ (, Cl-) یک ترکیب شیمیایی است. که جرم مولی آن ۳۳۱٬۳۰ g/mol می‌باشد. 